# Mirnyj (Sacha)
Mirnyj (rusky Мирный, jakutsky Мирнэй – Mirnej) je město v Saše v Ruské federaci. Při sčítání lidu v roce 2010 mělo 37 tisíc obyvatel. Město bylo založeno na dobývání diamantů v místním dole.

## Poloha a doprava
Mirnyj leží na severním břehu Ireljachu v povodí Viljuje. Od Jakutsku, hlavního města republiky, je vzdálen 820 kilometrů vzdušnou čarou na západ. Má přímé silniční spojení na Lensk směrem na jih, na Udačnyj směrem na sever a na Ňurbu směrem na východ. Letecké dopravě slouží letiště Mirnyj ležící východně od města.

## Průmysl
Město je úzce spjato s těžbou diamantů a vybudováno bylo kolem diamantového dolu založeného roku 1955, kdy zde byl nalezen kimberlitový sopečný komín. Povrchový důl Mir se postupně zvětšoval a má kónický tvar a rozměry 1,2 km v průměru a 525 m do hloubky. Diamanty zde těží společnost Alrosa, která zde má svoje sídlo.